# Tihamér Becze
Tihamér Becze (* 20. Dezember 1990 in Lăzarea) ist ein rumänischer Eishockeyspieler, der seit 2018 erneut beim HSC Csíkszereda in der Erste Liga unter Vertrag steht.

## Karriere

### Club
Tihamér Becze, der der ungarischsprachigen Minderheit der Szekler in Rumänien angehört, begann seine Karriere als Eishockeyspieler in der Jugendabteilung des CS Progym Gheorgheni. Die Spielzeit 2006/07 verbrachte er bei Dunaújvárosi Acélbikák in der ungarischen Nachwuchsliga. Von 2007 bis 2009 spielte er bei den Budapest Stars, zunächst noch im Nachwuchsbereich, ab 2008 in der MOL Liga, einer Wettkampfserie mit Mannschaften aus Ungarn und Rumänien. Nachdem er 2009 mit der Mannschaft aus der ungarischen Hauptstadt Vizemeister geworden war, sammelte er in Schweden beim Mörrums GoIS IK Nordeuropaerfahrung, kehrte aber bereits nach einem Jahr auf den Balkan zurück. Von 2010 bis 2014 spielte er beim HSC Csíkszereda, dem traditionellen Club der Szekler in Miercurea Ciuc, für den er sowohl in der Rumänischen Eishockeyliga als auch in der MOL Liga aktiv war. Gleich in seinem ersten Jahr in Siebenbürgen konnte er mit seiner Mannschaft die MOL Liga und den rumänischen Landespokal für sich entscheiden. Die rumänische Liga wurde vom HSC Csíkszereda ohnehin dominiert. 2014 gelang der erneute Pokalsieg. Anschließend wechselte er für ein Jahr zum Miskolci Jegesmedvék JSE, mit dem er 2015 erneut die MOL Liga sowie zudem die ungarische Meisterschaft und den ungarischen Pokalwettbewerb erringen konnte. Nach diesen Erfolgen wurde er von Alba Volán Székesfehérvár, dem ungarischen Klub in der Österreichischen Eishockey-Liga verpflichtet, er wurde aber auch in der zweiten Mannschaft von Alba Aolán in der MOL Liga eingesetzt. Nach nur einem Jahr bei Alba Volán wechselte er zu Dunaújvárosi Acélbikák, wo er ebenfalls in der MOL Liga spielte. 2017 zog es ihn zunächst zum ungarischen Hauptstadtklub Újpesti TE, den er aber bereits im Dezember wieder verließ, um nach Dunaújváros zurückzukehren. Seit 2018 spielt er wieder beim HSC Csíkszereda in der nunmehr Erste Liga genannten Spielklasse, die er mit dem Klub 2020, 2021 und 2022 gewinnen konnte. 2022 wurde er auch rumänischer Meister.

### International
Becze spielt international im Gegensatz zu anderen Szeklern, die für Ungarn antreten, für sein Geburtsland Rumänien. Bereits im Juniorenbereich war er bei Weltmeisterschaften aktiv. So nahm er zum Beispiel an der U20-Weltmeisterschaft 2010 in der Division II teil, als er zum besten Spieler seiner Mannschaft gewählt wurde. Sein Debüt in der Herren-Nationalmannschaft gab er bei den Weltmeisterschaften der Division I 2009, konnte aber den Abstieg seines Landes in die Division II nicht verhindern, auch wenn er bei der 1:5-Niederlage gegen die Niederlande das einzige Turniertor der Rumänen (bei 38 Gegentoren in fünf Spielen) erzielte. 2010 und 2011 nahm er an den Wettkämpfen der Division II der WM teil. Nachdem beim Turnier 2011 der Wiederaufstieg – auch dank sechs Toren von Becze – gelungen war, trat er 2012 und 2013 mit Rumänien in der Division I der WM an.
Zudem spielte er für Rumänien im November 2012 bei der Qualifikation für die Olympischen Winterspiele 2014 in Sotschi.

## Erfolge und Auszeichnungen
| - 2011 Rumänischer Meister mit dem HSC Csíkszereda - 2011 Rumänischer Pokalsieger mit dem HSC Csíkszereda - 2011 MOL-Liga-Gewinn mit dem HSC Csíkszereda - 2012 Rumänischer Meister mit dem HSC Csíkszereda - 2013 Rumänischer Meister mit dem HSC Csíkszereda - 2014 Rumänischer Pokalsieger mit dem HSC Csíkszereda | - 2015 MOL-Liga-Gewinn mit dem Miskolci Jegesmedvék JSE - 2015 Ungarischer Meister mit dem Miskolci Jegesmedvék JSE - 2015 Ungarischer Pokalsieger mit dem Miskolci Jegesmedvék JSE - 2020 Erste-Liga-Gewinn mit dem HSC Csíkszereda - 2021 Erste-Liga-Gewinn mit dem HSC Csíkszereda - 2022 Erste-Liga-Gewinn und Rumänischer Meister mit dem HSC Csíkszereda |

### International
- 2011 Aufstieg in die Division I bei der Weltmeisterschaft der Division II, Gruppe B

## Statistik
(Stand: Ende der Saison 2022/23)